# Angelika Noack

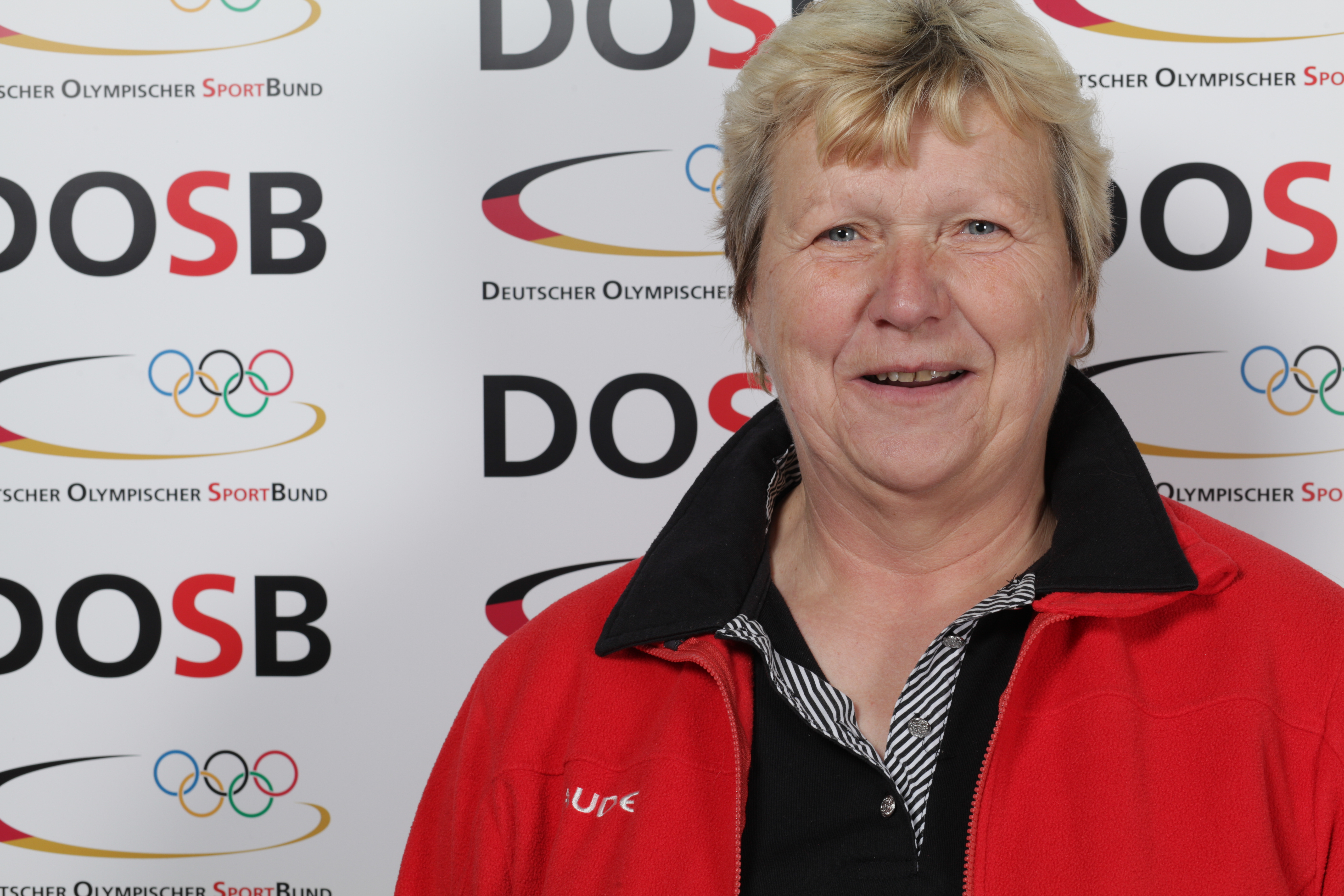
Angelika Noack im Rahmen der DOSB-Trainerkonferenz 2012 in Leipzig

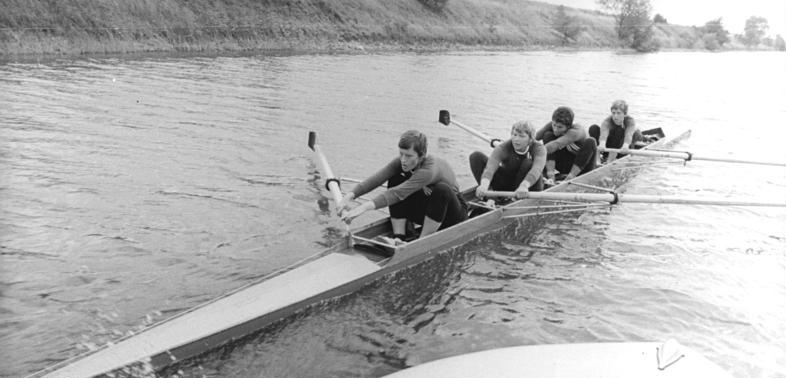
Der Vierer mit Steuermann 1979 beim Training (von links nach rechts): Kersten Neisser, Angelika Noack, Ute Skorupski, Marita Sandig und Steuerfrau Kirsten Wenzel (verdeckt)

Angelika Noack (* 20. Oktober 1952 in Angermünde) ist eine ehemalige Ruderin aus der DDR. 1980 gelang ihr im Vierer mit Steuerfrau der Olympiasieg.

## Karriere
Angelika Noack war 1970 DDR-Juniorenmeisterin im Vierer. Die Ruderin vom SC DHfK Leipzig gewann bei den Europameisterschaften 1971 die Bronzemedaille im Vierer, obwohl sie bei den DDR-Meisterschaften noch im zweiten Leipziger Boot gesessen hatte. 1972 folgten ihr erster DDR-Meistertitel und Silber bei den Europameisterschaften, beide Medaillen erhielt sie auch 1973. 1974 traten bei den Weltmeisterschaften in Luzern erstmals Frauenboote bei Weltmeisterschaften an. Sabine Dähne, Renate Schlenzig, Angelika Noack, Rosel Nitsche und Steuerfrau Christa Karnath waren die ersten Weltmeisterinnen im Vierer mit Steuerfrau.
Ab 1975 traten Sabine Dähne und Angelika Noack im Zweier ohne Steuerfrau an. Die beiden siegten 1975 und 1977 bei den Weltmeisterschaften, bei der olympischen Premiere des Frauenruderns 1976 in Montreal unterlagen die beiden Ruderinnen dem bulgarischen Boot mit Sika Kelbetschewa und Stojanka Gruitschewa.
1978 kehrte Angelika Noack in den Vierer zurück. Bei den Ruder-Weltmeisterschaften 1978 siegte der DDR-Vierer mit Kersten Neisser, Angelika Noack, Marita Sandig, Ute Skorupski und Steuerfrau Kirsten Wenzel. In der gleichen Besetzung wurde das Boot 1979 DDR-Meister und belegte bei den Weltmeisterschaften den zweiten Platz hinter dem Boot aus der Sowjetunion. Bei den Olympischen Spielen 1980 in Moskau trat der Vierer in anderer Besetzung an: Ramona Kapheim, Silvia Fröhlich, Angelika Noack, Romy Saalfeld und Kirsten Wenzel siegten mit etwas über einer Sekunde Vorsprung auf die Bulgarinnen, die sowjetischen Weltmeisterinnen belegten den dritten Platz. Sie wurde 1974 und 1976 mit dem Vaterländischen Verdienstorden in Bronze und 1980 in Silber ausgezeichnet.
Angelika Noack ist Diplom-Sportlehrerin, sie war als Rudertrainerin beim SC DHfK tätig und betreute nach der Wende die Junioren bei der Rudervereinigung Wiking im SC DHfK.